# 피크 오나먼트
피크 오나먼트(Peak ornament)는 박공 지붕 건물의 처마 박공 아래에 위치할 수 있는 장식 요소이다.
예를 들어, 피크 오나먼트는 코네티컷주 그로턴 타운의 노앙크 역사 지구에 있는 일부 유서 깊은 주택의 주목할 만한 특징이다.:36
피크 오나먼트는 건축 요소이다.

## 같이 보기
- 박공널
- 고전주의 건축
- 건축 용어 해설